# Kolari
Kolari là một đô thị của Phần Lan tại biên giới với Thụy Điển dọc theo sông Torne.
Đô thị này nằm ở tỉnh Lapland. Dân số là 3.908 người với diện tích là 2618,26 km² trong đó 55,57 km² là diện tích mặt nước. Mật độ dân số là 1.5 người mỗi km². Ga tàu lửa Kolari là ga cực bắc ở Phần Lan.
Đây là đô thị chỉ sử dụng tiếng Phần Lan.
Ylläs, một trong những khu nghỉ dưỡng trượt tuyết ở Phần Lan, nằm ở Kolari.

## Liên kết ngoài

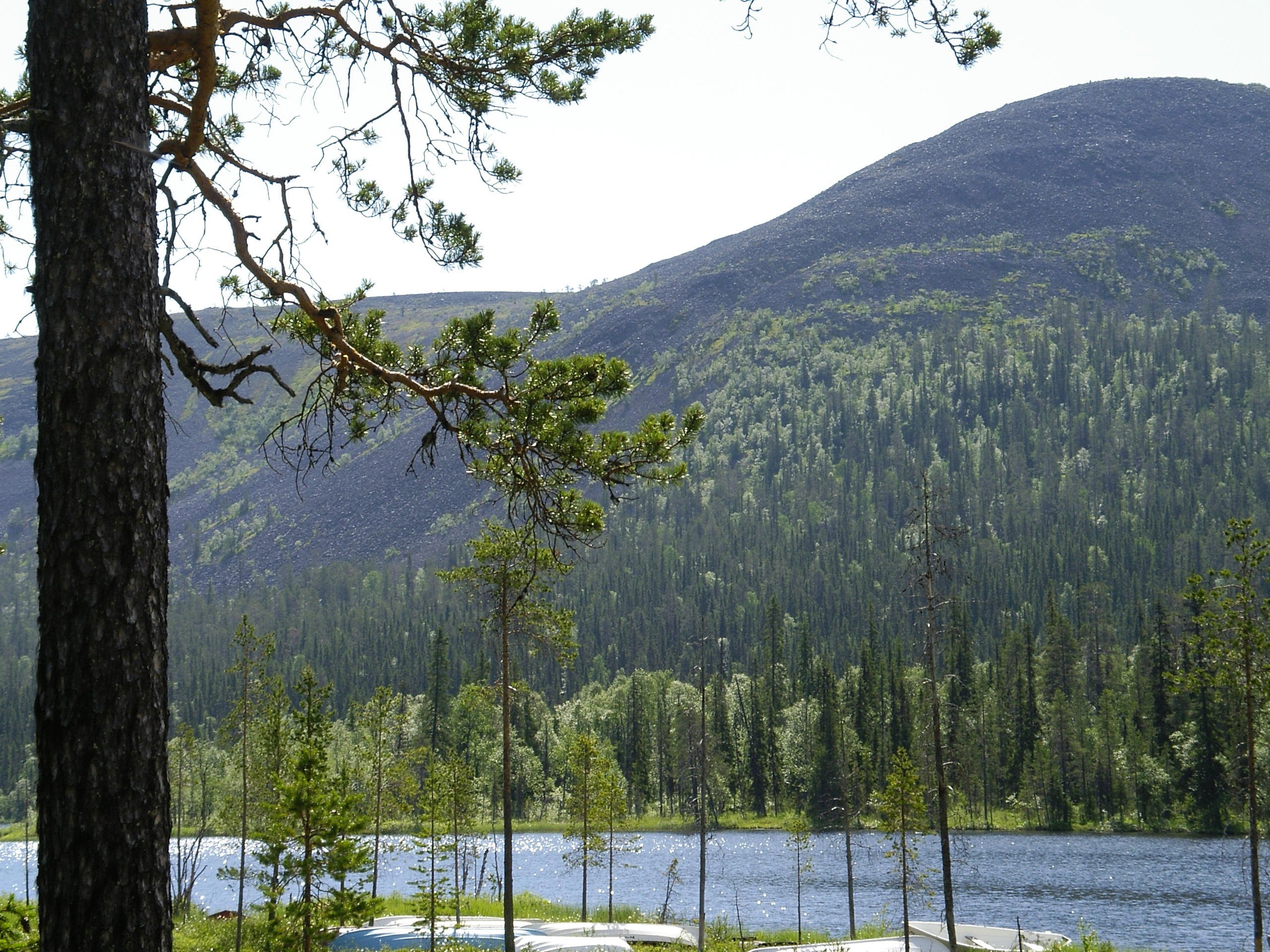
Hồ Kesänki tại Ylläs